# アイボリー (SCANDALの曲)
「アイボリー」は、SCANDALの26枚目のシングル。2021年6月16日にColourful Records内のプライベートレーベル『her』から発売された。

## 概要
- 前作『eternal』から約3か月を置いてのリリース。
- CDシングルが年間に2枚以上リリースされるのは2015年以来6年振りとなる。
- 本作は、CD+Tシャツ、CD単体、デジタルダウンロード、カセットテープ、7インチアナログの5形態で発売。
- 表題曲「アイボリー」は、ギターのMAMIが作詞・作曲を担当[1]。メインボーカルも彼女が務める。カップリングには同曲の弾き語りバージョンを収録[1]。
- 同日には、「アイボリー」のデザインのブックカバー、iPhoneケースといった様々なオリジナルグッズを数量限定で販売された[1]。
- ジャケットアートワークは、アートディレクターの半田淳也が手がけた[1]。

## 収録曲
1. アイボリー - [4:22]
作詞・作曲：MAMI
編曲：MAMI、宗本康兵
2. アイボリー (弾き語り ver.) - [4:20]